# Tossal de l'Escaleró
El Tossal de l'Escaleró és una muntanya de 676 metres que es troba al municipi de Calonge de Segarra, a la comarca catalana de l'Anoia.